# Magdalena Schnurr
Magdalena Schnurr (* 25. März 1992 in Baden-Baden) ist eine ehemalige deutsche Skispringerin und Deutsche Meisterin 2008, die bis zu ihrem Karriereende für den SV Baiersbronn startete.

## Kindheit und Ausbildung
Magdalena wuchs mit ihren drei Geschwistern Theresia, Johanna und Constantin in Bühlertal auf. Sie besuchte die Franziska-Höll-Schule in Bühlertal (Landkreis Rastatt), die sie mit der Mittleren Reife im Jahr 2008 verließ. Anschließend absolvierte sie das Abitur im Wirtschaftsgymnasium der Heimschule Lender.
Aktuell studiert Magdalena Sportwissenschaft mit BWL an der Albert-Ludwigs-Universität in Freiburg.

## Werdegang
Schnurr startete am 8. Februar 2005 in Schönwald erstmals bei einem Ladies-COC. Bis auf einige wenige Springen in Österreich, bekam sie bis 2008 nur Einsätze bei Springen in Deutschland und belegte Plätze im Mittelfeld. Beim Springen in Bischofsgrün am 12. August 2007 gelang ihr mit einem achten Platz die erste Top-Ten-Platzierung. Nachdem sie zu Beginn des Jahres 2008 im italienischen Toblach einen sechsten Platz errang, konnte sie in sämtlichen verbleibenden Springen der Saison 2007/08, an denen sie teilnahm, einen Platz unter den besten Zehn erreichen. Mit einem zweiten Platz am 23. Februar 2008 in Schönwald gelang ihr der erste Podestplatz bei einem COC-Springen. Bei der Deutschen Meisterschaft am 2. August 2008 in Oberhof wurde Schnurr völlig überraschend deutsche Meisterin, einen Tag später konnte sie gemeinsam mit ihrer Vereinskameradin Melanie Faißt auch den Teamwettbewerb gewinnen. Dabei waren es vor allem hohe Haltungsnoten, die für ihr gutes Abschneiden verantwortlich waren. Die eine Woche später, am 10. August in Bischofsgrün und am 13. August in Pöhla stattfindenden Auftaktspringen zum Sommer-COC 2008 konnte sie ebenfalls für sich entscheiden. Auch im Winter 2008/09 blieb sie weiterhin erfolgreich. Nachdem sie zu Saisonbeginn etwas schwankende Leistungen gezeigt hatte, konnte sie sich steigern und im Januar 2009 im slowenischen Ljubno einen Sieg davontragen. Am 6. Februar 2009 konnte sie bei der Junioren-WM im slowakischen Štrbské Pleso mit nur 0,5 Punkten Vorsprung vor ihrer Teamkollegin Anna Häfele die Goldmedaille gewinnen.
Schnurr wohnt in Bühlertal und hat drei Geschwister.

## Erfolge

### Continental-Cup-Platzierungen
| Saison  | Platz | Punkte |
| ------- | ----- | ------ |
| 2004/05 | 50.   | 010    |
| 2005/06 | 38.   | 026    |
| 2006/07 | 60.   | 007    |
| 2007/08 | 16.   | 306    |
| 2008/09 | 11.   | 398    |
| 2009/10 | 33.   | 076    |